# Mihály Kozma
Mihály Kozma (ur. 1 listopada 1949 w Tápé) – piłkarz węgierski grający na pozycji napastnika. W swojej karierze rozegrał 17 meczów w reprezentacji Węgier, w których strzelił 3 gole.

## Kariera klubowa
Swoją karierę piłkarską Kozma rozpoczynał w klubie Szegedi EAC. W sezonie 1967 zadebiutował w nim w pierwszej lidze. W 1969 roku odszedł do Honvédu Budapeszt. W sezonie 1970/1971 z 25 golami został po raz pierwszy w karierze królem strzelców ligi węgierskiej. W sezonach 1973/1974 i 1974/1975 także zostawał najlepszym strzelcem ligi. Zdobywał w nich odpowiednio 27 i 20 bramek. W 1980 roku wywalczył z Honvédem tytuł mistrza Węgier.
W 1981 roku Kozma przeszedł z Honvédu do belgijskiego klubu Waterschei Thor z miasta Genk. W sezonie 1981/1982 zdobył z nim Puchar Belgii. W 1982 roku wrócił do Honvédu. W sezonie 1983/1984 został z nim po raz drugi mistrzem Węgier, a latem 1984 zakończył swoją karierę.

## Kariera reprezentacyjna
W reprezentacji Węgier Kozma zadebiutował 8 czerwca 1969 roku w wygranym 2:1 meczu eliminacji do MŚ 1970 z Irlandią. W 1972 roku wystąpił w jednym meczu turnieju finałowego Euro 72, o 3. miejsce z Belgią (1:2). W tym samym roku był w kadrze Węgier na igrzyska olimpijskie w Monachium, na których zdobył srebrny medal. Od 1969 do 1975 roku rozegrał w kadrze narodowej 17 meczów, w których strzelił 3 gole.
| Mecze i gole w reprezentacji | Mecze i gole w reprezentacji | Mecze i gole w reprezentacji | Mecze i gole w reprezentacji | Mecze i gole w reprezentacji | Mecze i gole w reprezentacji | Mecze i gole w reprezentacji |
| #                            | Data                         | Stadion                      | Rywal                        | Wynik                        | Gol                          | Rozgrywki                    |
| 1969                         | 1969                         | 1969                         | 1969                         | 1969                         | 1969                         | 1969                         |
| ---------------------------- | ---------------------------- | ---------------------------- | ---------------------------- | ---------------------------- | ---------------------------- | ---------------------------- |
| 1.                           | 08.06.1969                   | Dublin, Irlandia             | Irlandia                     | 2:1                          | 0                            | el. MŚ 1970                  |
| 2.                           | 22.10.1969                   | Budapeszt, Węgry             | Dania                        | 3:0                          | 0                            | el. MŚ 1970                  |
| 1970                         |                              |                              |                              |                              |                              |                              |
| 3.                           | 03.09.1970                   | Norymberga, RFN              | RFN                          | 1:3                          | 0                            | towarzyski                   |
| 1971                         |                              |                              |                              |                              |                              |                              |
| 4.                           | 24.04.1971                   | Budapeszt, Węgry             | Francja                      | 1:1                          | 0                            | el. ME 1972                  |
| 5.                           | 19.05.1971                   | Sofia, Bułgaria              | Bułgaria                     | 0:3                          | 0                            | el. ME 1972                  |
| 1972                         |                              |                              |                              |                              |                              |                              |
| 6.                           | 17.06.1972                   | Liège, Belgia                | Belgia                       | 1:2                          | 0                            | ME 1972                      |
| 7.                           | 27.08.1972                   | Norymberga, RFN              | Iran                         | 5:0                          | 1                            | IO 1972                      |
| 8.                           | 31.08.1972                   | Augsburg, RFN                | Dania                        | 2:0                          | 0                            | IO 1972                      |
| 9.                           | 10.09.1972                   | Monachium, RFN               | Polska                       | 1:2                          | 0                            | IO 1972                      |
| 1973                         |                              |                              |                              |                              |                              |                              |
| 10.                          | 16.05.1973                   | Karl-Marx-Stadt, NRD         | NRD                          | 1:2                          | 0                            | towarzyski                   |
| 11.                          | 13.06.1973                   | Budapeszt, Węgry             | Szwecja                      | 3:3                          | 1                            | el. MŚ 1974                  |
| 12.                          | 13.10.1973                   | Kopenhaga, Dania             | Dania                        | 2:2                          | 0                            | towarzyski                   |
| 13.                          | 21.11.1973                   | Budapeszt, Węgry             | NRD                          | 0:1                          | 0                            | towarzyski                   |
| 1974                         |                              |                              |                              |                              |                              |                              |
| 14.                          | 28.09.1974                   | Wiedeń, Austria              | Austria                      | 0:1                          | 0                            | towarzyski                   |
| 1975                         |                              |                              |                              |                              |                              |                              |
| 15.                          | 16.04.1975                   | Budapeszt, Węgry             | Walia                        | 1:2                          | 0                            | el. ME 1976                  |
| 16.                          | 07.05.1975                   | Budapeszt, Węgry             | Bułgaria                     | 2:0                          | 1                            | el. IO 1976                  |
| 17.                          | 07.06.1975                   | Sofia, Bułgaria              | Bułgaria                     | 0:4                          | 0                            | el. IO 1976                  |